# Экономика Таиланда
Таиланд — аграрно-индустриальная страна, представитель восточноазиатской модели развития экономики. Экономика страны сильно зависит от международной торговли, на экспорт приходится две трети ВВП. Основными экспортными товарами являются электроника, в частности комплектующие к компьютерной технике, автомобили и комплектующие к ним, сельскохозяйственная продукция, включая консервированную и быстрозамороженную продукцию. Сельское хозяйство даёт около 10 % ВВП, в нём занята треть трудоспособного населения Таиланда. Значительную роль в экономике страны играет туризм. Национальной валютой страны является тайский бат, его курс в период с 2013 по 2017 год находился в пределах 32—35 батов за американский доллар. Среди компаний Таиланда особое место занимает конгломерат Charoen Pokphand, крупнейший в Таиланде и один из крупнейших в мире.

## История
Вплоть до Второй мировой войны Таиланд был достаточно отсталой в экономическом отношении страной, основным экспортным продуктом был рис. С 1950-х годов началась индустриализация Таиланда, в основном за счёт финансовой помощи США (в обмен на поддержку американских военных операций в Азии). Период с 1985 по 1996 год был отмечен быстрым ростом ВВП (около 10 % в год) и экспорта (около 15 % в год), большую роль в этом играли прямые зарубежные инвестиции, в первую очередь японские. Но вместе с тем росли и финансовые проблемы правительства Таиланда, в первую очередь дефицит текущего баланса (к 1996 году достигший −7,887 % от ВВП, $14,351 млрд), а также нехватка капитала. Как следствие, рос внешний долг, достигнув к 1997 году $109,276 млрд. Возникший экономический пузырь лопнул в 1997 году, став основной причиной Азиатского экономического кризиса. Произошла девальвация национальной валюты с 25 бат за доллар до 56 бат, в 1997 году ВВП сократился на 1,4 %, в 1998 году — на 10,5 %. С 1999 года возобновился рост экономики, но реальный ВВП достиг уровня 1996 года только в 2006 году. Таиланд получил финансовую помощь (в форме кредитов на общую сумму $17,2 млрд) от международного валютного фонда и других организаций. Восстановление экономики замедляли политическая нестабильность и землетрясение в Индийском океане в 2004 году, вызывали сомнения эффективность законов, жёстко урезавших расходную часть бюджета, принятие которых было условием предоставления финансовой помощи. На экономике Таиланда сказался и мировой финансовый кризис, начавшийся в 2007 году, в 2009 году ВВП страны сократился на 2,3 %.

## Сельское хозяйство
Успехи в развитии сельского хозяйства в 1960-х годах способствовали переходу Таиланда к индустриальной экономике, хотя вплоть до 1980-х годов в сельском хозяйстве было занято до 70 % трудовых ресурсов страны; даже на 2008 год в сельской местности (в основном, на севере страны) работа на ферме обеспечивала половину занятости населения. Рис является самой важной культурой в стране, и Таиланд долгое время был крупнейшим экспортером риса в мире, лишь в последнее время уступив лидерство Индии и Вьетнаму. Из другой сельскохозяйственной продукции Таиланда стоит выделить тапиоку, каучук, кукурузу, сахарный тростник, кокосы, сою, пальмовое масло.
Леса занимают около 37 % территории Таиланда. В 1985 году четверть территории страны была отведена под охраняемые законом леса, а 15 % — под лесозаготовку. С 1992 по 2001 год объём экспорта пиломатериала вырос с 50 тысяч до 2 млн кубометров в год. Сельскохозяйственные угодья занимают 41,2 % от площади Таиланда, в том числе пахотная земля занимает 30,8 %, постоянные культуры выращиваются на 8,8 % территории, пастбища занимают 1,6 %. Орошение проводится на 64 тысячах км².
Таиланд является третьим по величине экспортером морепродуктов в мире, в первую очередь креветок. По данным Тайской Ассоциации Замороженных Продуктов, общий объём экспорта рыбы в 2014 году составил около $3 млрд. В рыбной промышленности Таиланда занято более 300 000 человек.

## Промышленность
Доля промышленности в ВВП составляет 36,2 %, в ней занято 16,7 % трудоспособного населения, рост промышленного производства в 2017 году составил 1,6 %.

### Горнодобывающая
Доля этой отрасли в совокупном ВВП невелика (примерно 1,6 %), однако она обеспечивает значительную часть экспортных поступлений страны. Таиланд является одним из крупнейших поставщиков на мировой рынок олова и вольфрама, занимает второе место после Канады по экспорту гипса. В Сиамском заливе ведётся добыча природного газа.

### Обрабатывающая
Как во всех «новых индустриальных странах», к которым относится Таиланд, наиболее бурное развитие обрабатывающей промышленности приходилось на 1990-е годы. Однако азиатский финансовый кризис 1997 года вызвал значительный спад производства. Ныне в стране развиты электроника, автосборка, ювелирная и нефтехимическая промышленность. Также развиты текстильная и пищевая промышленность.

### Электроника
Производство электрических приборов является крупнейшим экспортным сектором Таиланда, составляя около 15 % от общего объёма экспорта. В 2014 году экспорт Таиланда в сфере электронного оборудования и приборов составил около $55 млрд. В 2015 году в секторе производства электроприборов было занято около 780 тысяч работников, что составляет 12,2 % от общей занятости работников во всех отраслях промышленности в Таиланде.
Таиланд является вторым по величине в мире производителем жестких дисков (HDD) после Китая, причем Western Digital и Seagate Technology входят в число крупнейших производителей в мире. Но существуют определённые проблемы в секторе высокотехнологичных продуктов. В январе 2015 года производственный индекс страны падал 22-й месяц подряд, а производство таких товаров, как телевизоры и радиоприёмники сократилось на 38 %. Производители переезжают в страны, где рабочая сила дешевле, чем в Таиланде. В апреле 2015 года производство было прекращено на заводе LG Electronics в провинции Районг. Производство перемещается во Вьетнам, где затраты на рабочую силу в день составляют $6,35 против $9,14 в Таиланде.

### Автомобилестроение
Таиланд является лидером АСЕАН по производству и продажам автомобилей. В 2015 году в этом секторе было занято около 417 000 работников, что составляет 6,5 % от общей занятости во всех отраслях обрабатывающей промышленности и составляет примерно 10 % ВВП страны. В 2014 году Таиланд экспортировал автомобильные товары на сумму $25,8 млрд.

## Финансовый сектор
Финансовый сектор Таиланда начал развиваться сравнительно поздно, ещё во второй половине XIX века он был представлен лишь ломбардами в китайском квартале Бангкока. Первым банковским учреждением стало отделение The Hongkong and Shanghai Banking Corporation, открытое в 1888 году, за ним последовали отделения Chartered Bank в 1894 году и Banque de l'Indochine в 1897 году. Первый таиландский банк, Коммерческий банк Сиама, был основан в 1907 году, за ним последовали другие, в основном основанные этническими китайцами. В 1939 году было создано Национальное банковское бюро, а в 1942 году — центральный банк страны, Банк Таиланда. Во второй половине XX века всё большую роль в банковском секторе начало играть правительство; в 1966 году был основан государственный Krung Thai Bank, ставший к концу 1980-х крупнейшим в стране. Два банковских кризиса, в 1987 году и 1997 году, привели к банкротству или национализации ряда банков.
На 2020 год на пять крупнейших банков (Bangkok Bank, Siam Commercial Bank, Krung Thai Bank, Kasikornbank, Bank of Ayudhya) приходилось более 70 % банковских активов страны. Существенно присутствие филиалов зарубежных банков: китайских ICBC и Bank of China, малайзийского CIMB Group, сингапурского UOB, британского Standard Chartered, японского Sumitomo Mitsui Trust Bank, австралийского ANZ Bank. Таиландские банки имеют небольшое присутствие в соседних странах: Индонезии, Лаосе, Мьянме, Вьетнаме, Филиппинах.

## Транспорт
В Таиланде работает 19 зарегистрированных авиакомпаний, их общий парк состоит из 276 самолётов, за 2015 год они перевезли более 54 млн пассажиров. В стране 101 аэропорт, из них 63 с твёрдым покрытием, у 8 есть взлётно-посадочная полоса длиной более 3 км.
Общая протяжённость железнодорожных путей Таиланда составляет 4127 км, почти все они узкоколейные (1000 мм), стандартная колея (1435 мм) только на 84 км путей. Состояние железнодорожного полотна на перегонах хорошее, достаточное для движения со скоростью в 100 км/час. Пассажирское движение обеспечивается поездами с вагонами 3-х классов: 1-м классом с кондиционерами, 2-м классом без кондиционеров и 3-м классом сидячими вагонами с бесплатным проездом для тайцев. Грузовые поезда в основном заняты перевозками грузов в контейнерах. Протяжённость автодорог составляет 180 тысяч км, из них 450 км скоростных трасс (на 2006 год).
Общая длина судоходных участков рек составляет около 4 тысяч км. Флот страны состоит из 781 судна водоизмещением более 1000 брутто-регистровых тонн, из них 240 танкеров, 25 сухогрузов, 23 контейнеровоза, 94 других грузовых суден. Крупнейшими портами с контейнерными терминалами являются Лэм Чабанг (англ. Laem Chabang) (7,2 млн TEU) и Бангкок (1,5 млн TEU), также есть терминал для приёма сжиженного газа в Мап Та Пхут.

## Энергетика
В 2015 году производство электроэнергии составило 167,9 млрд кВт-часов (24-е место в мире), а её потребление — 168,3 млрд кВт-часов (23-е место в мире). Импорт электроэнергии превышает экспорт — 14,41 млрд кВт-часов против 2,267 млрд кВт-часов. Общая номинальная генерирующая мощность электростанций Таиланда составляет 40,97 млн кВт (24-е место в мире), из них 76,7 % приходится на тепловые электростанции (в основном на природном газе), 8,9 % на гидроэлектростанции и 14,2 % на альтернативные возобновляемые источники.
Потребность в нефти Таиланд частично покрывает собственной добычей, которая в 2016 году составляла 257,5 тысяч баррелей в сутки (33-е место в мире), однако импорт нефти намного превышает экспорт — 830,5 тысяч против 12,2 тысячи баррелей в сутки (по данным на 2014 год). По доказанным запасам нефти на 2017 год Таиланд занимал 52-е место в мире (396,4 млн баррелей), по природному газу — 43-е место (206,8 млрд м³). Из потребляемых 53 млрд м³ газа в год 40 млрд м³ приходится на собственную добычу в шельфовом месторождении Платонг, расположенном на дне Сиамского залива, остальное импортируется из Катара, который поставляет сжиженный газ на СПГ-терминал Map Ta Phut LNG.

## Телекоммуникации
Стационарная телефонная связь развита достаточно слабо, в стране на 2017 год было 2,91 млн абонентов, то есть по 4 телефонные линии на 100 человек (49-е место в мире); услуги предоставляются как государственной телефонной компанией, так и частными операторами. По количеству абонентов мобильной связи Таиланд занимает 11-е место в мире — 121,53 млн, что в 1,78 раз превосходит численность населения. Таиланд подключён к основным подводным кабельным системам, а также имеет наземные станции для двух спутников Интелсат (Индийский океан и Тихий океан). В стране более 32 млн человек имеют доступ к Интернету (2016 год, 21-е место в мире), из них более 8 млн имеют широкополосное подключение (18-е место в мире).

## Особые экономические зоны
В своем выступлении на национальном телевидении 23 января 2015 года в программе «Возвращение счастья народу» премьер-министр Прают Чан-Оча рассказал о политике правительства по созданию особых экономических зон. В его обращении было сказано, что политика будет способствовать установлению связей и региональному экономическому развитию на устойчивой основе. В настоящее время в Таиланде действуют 10 особых экономических зон, объём торговли и инвестиций которых оценивается почти в 800 млрд бат в год.
В 2014 году правительство запустило пилотный проект по созданию шести особых экономических зон в пяти провинциях: Так, Мукдахан, Са Каео, Сонгкхла и Трат. На втором этапе, который, как ожидается, начнется в 2016 году, будут созданы семь особых экономических зон в ещё пяти провинциях: Чианг Рай, Канчанабури, Нонг Кхай, Накхон Фаном и Наратхиват.
В начале 2015 года правительство утвердило план развития инфраструктуры в особых экономических зонах. В 2015 году план включает 45 проектов с бюджетом в 2,6 миллиарда батов. Ещё 79 проектов стоимостью 7,9 миллиардов батов будут реализованы в 2016 году. Опираясь на сочетание государственных доходов, размещения облигаций и другого финансирования, Прают планирует потратить 83 млрд долларов США в течение семи лет на новые железные дороги, дороги и таможенные посты. Идея состоит в том, чтобы связать около 2,4 миллиарда потребителей в Китае и Индии с новейшей экономической группировкой в Азии, Экономическим сообществом АСЕАН, членом которого является Таиланд.

## Компании Таиланда
В списке Forbes Global 2000 за 2018 год среди 2000 крупнейших публичных компаний мира 16 были таиландские: PTT PCL (156), Siam Commercial Bank (623), Siam Cement (654), Kasikornbank (710), PTT Global Chemical (819), Bangkok Bank (829), CP All (918), Krung Thai Bank (1078), Thai Beverage (1183), Airports of Thailand (1237), Advanced Info Service (1243), Charoen Pokphand Foods (1261), Indorama Ventures (1289), Thai Oil (1451), Thanachart Capital (1957), Electricity Generating (1991). Конгломерат Charoen Pokphand в этот список не входит, поскольку является частной компанией, однако включает в себя торговую компанию CP All и продовольственную компанию Charoen Pokphand Foods; глава конгломерата Дханин Чеараванонт считается богатейшим человеком Таиланда.

## Теневая экономика
«Теневая экономика Таиланда является одной из самых высоких в мире», — считает Фридрих Шнайдер, экономист из австрийского университета имени Иоганна Кеплера в Линце, автор книги «Прячась в тени: рост подпольной экономики». По его оценкам, в 2014 году теневая экономика Таиланда составляла 40,9 % реального ВВП, включая азартные игры и огнестрельное оружие, но в основном без учёта наркотиков. Шнайдер определяет «теневую экономику» как включающую в себя всё легальное рыночное производство товаров и услуг, которые намеренно скрываются от государственных органов по следующим причинам:
- чтобы избежать уплаты налога на прибыль, НДС или другие налоги
- чтобы избегать выплаты взносов на социальное обеспечение
- чтобы избегать необходимости соблюдения определённых законных стандартов рынка труда, таких как минимальная заработная плата, максимальная продолжительность рабочего времени или стандарты безопасности
- чтобы избегать соблюдения определённых административных процедур, таких как заполнение статистических данных, анкеты или другие административные формы.

Теневая экономика также включает ростовщичество. По оценкам, в стране насчитывается около 200 000 «неофициальных кредиторов», многие из которых взимают непомерные процентные ставки, создавая зачастую непреодолимое бремя для заемщиков с низким доходом.
Значительной проблемой в Таиланде является применение рабского труда, особенно в рыболовной отрасли. Сравнительно высокий уровень жизни в Таиланде привлекает сюда мигрантов из Мьянмы, Лаоса, КНР, Вьетнама, Индии, и нередко они силой или обманом принуждаются к бесплатному труду на рыболовных судах, фабриках или в качестве домашней прислуги, а также переправляются в Европу или Северную Америку (наряду с тайцами). Попытки правительства решить эту проблему большого успеха не имеют. Значительно лучше обстоят дела в борьбе с производством наркотиков, некогда большие посевы опийного мака были почти полностью уничтожены, однако Таиланд остаётся транзитным пунктом для контрабанды героина из Мьянмы и Лаоса и центром отмывания наркодолларов. С 1990-х годов Таиланд стал крупным потребителем метамфетамина.

## Трудовые ресурсы и занятость
Самая большая проблема (как и в других относительно бедных странах Европы и Азии: России, Украине, Китае, Белоруссии и т. д.), увеличивающийся с каждым годом дефицит трудоспособной рабочей силы и рост количества пенсионеров, в связи с низкой рождаемостью и высокой эмиграцией населения в другие, более богатые, страны мира. Особенно сложная ситуация с растущим демографическим кризисом в развивающихся странах Европы и Азии: Таиланде, Молдавии, Белоруссии, Украине, России, Китае, и т. д. В этих стран обычный демографический кризис, свойственный развитым странам, усугубляется ещё большим уменьшением официально работающей доли трудоспособного населения в связи с обширной теневой экономикой, ещё более низкой рождаемостью, ещё большей безработицей, ещё большем ростом пенсионеров в связи с меньшими здоровыми годами активной трудоспособной жизни, что вкупе с активной эмиграции молодого, экономически активного и самого трудоспособного населения в более богатые страны мира, приводит к замедлению экономического роста стран, и как следствия к замедлению роста зарплат и уровня жизни в странах, что в свою очередь замедляет сближение уровня жизни в развивающихся странах с уровнем жизни развитых. Богатые развитые страны Европы и Азии часто решают проблему демографического кризиса просто увеличивая квоты на ввоз большего числа иностранной рабочей силы, что бедные, экономические не привлекательные, как для квалифицированной, так и не квалифицированной иностранной рабочей силы, развивающиеся страны себе позволить не могут. Как пример, экономика Таиланда может столкнуться с широко обсуждаемой проблемой: Таиланд может постареть быстрее, чем его население разбогатеет, что может привести к замедлению роста уровня жизни в Таиланде и сближения его по зарплатам с другими развитыми и богатыми экономками Азии и Европы: Японией, Республикой Корея, Китайской Республикой, Швейцарией, Германией, Францией, Норвегией, Словенией и т. д. В худшем случае это может привести к экономическому застою, подобному японскому, наблюдаемому в Японии уже два десятилетия. Но с учётом, что Япония является экономически развитой, богатой страной, с высокими зарплатами, а Таиланд лишь развивающейся.

## Доходы населения
С 1 января 2020 года минимальный размер оплаты труда составляет от 313 до 336 батов в день (от $10,44 до $11,21 в день) в зависимости от региона.